# Ostrya
Genre
Ostrya, dont le nom français correspondant est Ostryer, est un genre de plantes de la famille des Betulaceae. Il regroupe 8 à 10 espèces réparties dans l'hémisphère Nord, dont une espèce européenne aussi appelée « charme-houblon ».

## Espèces
- Ostrya carpinifolia Scop., charme-houblon
- Ostrya chisosensis Correll -
- Ostrya guatemalensis (Winkler) Rose -
- Ostrya japonica Sarg. -
- Ostrya knowltonii Coville -
- Ostrya multinervis Rehd. -
- Ostrya rehderiana Chun -
- Ostrya virginiana (Mill.) K. Koch, ostryer de Virginie
- Ostrya yunnanensis Hu -

## Synonymes
- Corpinus L., 1753
- Ostrya Hill, 1757